# Šerkovice
Šerkovice (deutsch Scherkowitz) ist eine Gemeinde in Tschechien. Sie liegt vier Kilometer nördlich von Tišnov und gehört zum Okres Brno-venkov.

## Geografie
Šerkovice befindet sich in der Sýkořská pahorkatina, einer Untereinheit des Berglandes Nedvědická vrchovina der Böhmisch-Mährischen Höhe. Das Dorf liegt linksseitig des Baches Besének (Schella) an der Einmündung des Ždanecký potok in einem Talkessel im Süden des Naturparks Svratecká hornatina. Nördlich erhebt sich die Crhová (541 m), im Nordosten die Velká hora (558 m), östlich der Močický kopec (515 m), im Südosten die Kopanina (462 m), südlich der Čimperek (345 m) und die Malá skála (387 m), im Westen die Lysá (455 m) und Jahodná (532 m) sowie im Nordwesten die Luzichová (481 m).
Nachbarorte sind Chrastová und Rašov im Norden, Zhoř und Bukovice im Nordosten, Rohozec und Unín im Osten, Jamné, Hájek, Hajánky und Železné im Südosten, Lomnička im Süden, Štěpánovice im Südwesten, Řepka im Westen sowie Brusná und Lomnice im Nordwesten.

## Geschichte
Die erste schriftliche Erwähnung von Schirkewitz erfolgte im Jahre 1293. Seit 1464 ist eine  Feste nachweisbar. Sie war der Sitz der Vladiken von Šerkovice. Zur Feste gehörte ein kleines Gut, dem Teile von Šerkovice und Tisová angeschlossen waren. Das Dorf Tisová fiel zwischen 1464 und 1466 wüst. Šerkovice wurde zum Ende des 15. Jahrhunderts zwischen der Herrschaft Lomnitz und dem Kloster Porta Coeli aufgeteilt. Nachfolgend erlosch die Feste. 1653 bestand Šerkovice aus 11 Anwesen. Im Jahre 1839 lebten in den 24 Häusern des Dorfes 212 Menschen.
Nach der Aufhebung der Patrimonialherrschaften bildete Šerkovice ab 1850 eine Gemeinde in der Brünner Bezirkshauptmannschaft und Gerichtsbezirk Tischnowitz. 1869 bestand das Dorf aus 27 Häusern und hatte 221 Einwohner. Seit 1896 gehörte die Gemeinde zum neu gebildeten Bezirk Tischnowitz. Im Jahre 1900 hatte das Dorf 204 Einwohner und 1930 waren es 209. Am 12. Juli 1922 wurde das Dorf von einem Hochwasser heimgesucht, das die Brücke fort riss. 1923 wurde eine Eisenbetonbrücke hergestellt. Während des Zweiten Weltkrieges agierte in den Wäldern um Šerkovice die Partisanenabteilung Jermak. Am 26. Februar 1945 stürmte die Gestapo das Hegerhaus Paní Hora. Bei dem Schusswechsel starb der Kommandant der Partisanenabteilung, zwei der Partisanen wurden festgenommen und im Brünner Kaunitz-Kolleg hingerichtet. Das Hegerehepaar Hejmala wurde in das KZ Mauthausen eingewiesen und dort umgebracht. Nach der Auflösung des Okres Tišnov kam Šerkovice mit Beginn des Jahres 1961 zum Okres Brno-venkov. Am 19. Juni 1986 schwoll der Besének samt seinen Zuflüssen nach einem Wolkenbruch an und überflutete Teile des Dorfes. Dabei riss der Bach Brücken fort und schwemmte Schlamm und Steine auf die Felder. Die Beseitigung der Schäden erfolgte erst ab 1989. Nachfolgend wurde im Dorf das Bett des Besének verbreitert und Ufermauern angelegt. Zwischen 1980 und 1990 war Šerkovice nach Tišnov eingemeindet.

## Gemeindegliederung
Für die Gemeinde Šerkovice sind keine Ortsteile ausgewiesen.

## Sehenswürdigkeiten
- Kapelle der hl. Anna, am Dorfplatz, geweiht 1851
- Kapelle des hl. Cyrill und Method, geweiht 1895
- ehemalige Obstdarre, das im 19. Jahrhundert entstandene Gebäude ist als Kulturdenkmal geschützt und dient heute Erholungszwecken
- Gut U Kašpárků mit ehemaliger Mühle und Brettsäge
- Denkmal für die Partisanenabteilung Jermak, geschaffen 1965 vom Bildhauer Karel Kryl
- ehemaliges Hegerhaus Paní Hora, nördlich des Dorfes, das im Jahre 1900 vom Kloster Porta Coeli errichtete Gebäude wurde zwischen 1980 und 1990 zu einer Gedenkstätte für die Partisanenabteilung Jermak umgestaltet.
- Marmorkreuz am Dorfplatz, geschaffen 1888 vom Bildhauer A. Loose aus Nedvědice
- Steinkreuz am Ortsausgang nach Lomnice, errichtet 1948
- Naturdenkmal Luzichová, nordwestlich des Dorfes